# اکس‌علی، کارایسالی
اکس‌علی، کارایسالی (به لاتین: Akçalı, Karaisalı) یک منطقهٔ مسکونی در ترکیه است که در استان آدانا واقع شده‌است.